# Suma prosta przestrzeni liniowych
Suma prosta przestrzeni liniowych – przestrzeń liniowa {\displaystyle V} powstała poprzez pewnego rodzaju sumowanie przestrzeni liniowych {\displaystyle (V_{i})_{i\in I}{:}}
{\displaystyle V=\bigoplus _{i\in I}V_{i}.}
To jakiego rodzaju jest to sumowanie zależy od kontekstu. W przypadku gdy {\displaystyle I=\{1,2,\dots ,n\}} piszemy również
{\displaystyle V=V_{1}\oplus \ldots \oplus V_{n}.}
Przykładowo {\displaystyle \mathbb {R} ^{n}} może być uważane za sumę prostą
{\displaystyle \mathbb {R} ^{n}=\mathbb {R} \oplus \ldots \oplus \mathbb {R} }
n kopii {\displaystyle \mathbb {R} .}
Suma prosta to z jednej strony narzędzie analizowania przestrzeni liniowych, a z drugiej strony – bardzo wygodny sposób konstruowania nowych przestrzeni liniowych.

## Zewnętrzna suma prosta

### Definicja
Niech {\displaystyle I} będzie dowolnym zbiorem. Załóżmy, że mamy daną rodzinę przestrzeni liniowych {\displaystyle (V_{i})_{i\in I}} nad tym samym ciałem {\displaystyle K.} Rozpatrzmy funkcje postaci
{\displaystyle f:I\to \bigcup _{i\in I}V_{i}}
takie, że {\displaystyle f(i)\in V_{i}.} Nośnikiem {\displaystyle f} nazwiemy zbiór
{\displaystyle \mathrm {supp} f:=\{i\in I;\ f(i)\neq 0\}.}
Zbiór funkcji tej postaci o skończonym nośniku nazywamy (zewnętrzną) sumą prostą przestrzeni liniowych {\displaystyle V_{i},\ i\in I} i oznaczamy
{\displaystyle \bigoplus _{i\in I}V_{i}\quad \mathrm {lub} \quad \bigsqcup _{i\in I}V_{i}.}